# بنی لام
بنی لام(قحطان) از بزرگ‌ترین و اصیل‌ترین قبایل عرب با تاریخی درخشان در استان خوزستان، ایران و بخش‌های همسایهٔ عراق و شبه‌جزیره عربستان است که در آن آل عبدالخان از قدرت نفوذ بالایی برخوردار است. محدوده آن‌ها از نواحی پست خوزستان جنوب پشت کوه، به سمت رود دجله در عماره عراق و از شرق به جنوب کرخه از شوش گسترش داشت. بنی لام پیش‌تر دامداران کوچ رو بودند، اما امروزه عمدتاً یکجانشین هستند و محدوده‌ای از غلات (به جز برنج) را می‌کارند و دامداری می‌کنند.
در طول آشفتگی دههٔ ۱۷۵۰ قبل از پایه‌گذاری حکومت در جنوب غربی ایران، آن‌ها به مشعشعیان در مقابل آل کثیرها در جنگ‌های تقریباً متوالی پیوستند.
در قرن سیزدهم تا نوزدهم، هم امپراتوری عثمانی و هم حکومت‌های ایران به‌طور منظم در تنبیه یاغیان بنی لام و همسایگانشان بدون نتیجهٔ محسوسی مداخله کردند؛ عداوت‌های میان قبیله‌ای مثل یورش به جاده و رودخانه ادامه یافت. در طول جنگ جهانی اول، بنی لام تحت رهبری شیخ غضبان به دعوت عثمانی‌ها برای جهاد پاسخ داد و نیروهای بریتانیایی که خط کرخه را در دست داشتند و از خط لوله نفت محافظت می‌کردند به ستوه آورد. در دهه ۱۹۲۰ زمانی که آن‌ها از عراق برای چرای تابستانی حرکت کردند، ستیزه‌های مکرر بین والی پشت کوه و بنی لام، شعله‌ور شد اما در دهه بعدی سربازان حکومت رضاشاه به‌طور مؤثری مقیاس مهاجرت را کاهش داده و به یکجانشینی شتاب بخشیدند.

## سکونتگاه
نخستین منزل‌گاه‌های آنان از مدینه تا دو کوه اَجا و سَلْمی امتداد داشت. با وجود این، بیشتر اوقات در یثرب ساکن بودند و برخی آنان را تابع امیران آل ربیعه دانسته‌اند.سپس از آن‌جا به یمن رفتند، اما به دنبال حادثه سیل عده بسیاری از قبایل یمن و از آن میان بنی لام به حجاز رفتند.در حجاز قبایل عدنانی مانع سکونت آنان شدند، ازین‌رو گروهی از آنان به شام و گروهی دیگر به عراق مهاجرت کردند. در مسیر مهاجرت، عده‌ای از بنی لام وارد نجد شدند و زمین‌های متعلق به بنی اسد را تصرف کردند و عده‌ای دیگر در بصره و کوفه و یمامه پراکنده شدند. به این ترتیب، بنی لام در عراق و شام و حجاز و نجد گسترش یافتند.اینان در حجاز گاهی متعرض حاجیان می‌شدند و باج می‌ستاندند. 

## طوایف
از عشایر این قبیله می‌توان به عبدالخان، لویمی، صرخه، آل کثیر، خرسان، غزی، رویشد، معلا، آل توکی، مساعره که جد همه آنها لام بن عمرو است اشاره کرد.